# Discalma minoa
Discalma minoa är en fjärilsart som beskrevs av Embrik Strand 1915. Discalma minoa ingår i släktet Discalma och familjen mätare. Inga underarter finns listade i Catalogue of Life.